# Diocese de Marabá
A Diocese de Marabá (Dioecesis Marabensis) é uma circunscrição eclesiástica da Igreja Católica no Brasil, pertencente à Província Eclesiástica de Belém do Pará e ao Conselho Episcopal Regional Norte 2 da Conferência Nacional dos Bispos do Brasil, sendo sufragânea da Arquidiocese de Belém do Pará. A sé episcopal é a Catedral Nossa Senhora do Perpétuo Socorro, em Marabá, estado do Pará.

## Histórico
A Prelazia de Santíssima Conceição do Araguaia (Territorialis Praelatura Sanctissimae Conceptionis de Araguaya) foi criada em 18 de julho de 1911 por decreto da Sagrada Congregação Consistorial, com território desmembrado da Arquidiocese de Belém do Pará.
Foi confiada pela Santa Sé aos cuidados da Ordem dos Pregadores.
Em 20 de dezembro de 1969, pelo decreto Cum Urbs da Sagrada Congregação para os Bispos, a sede foi transferida para a cidade de Marabá, passando a denominar-se Prelazia de Marabá  (Territorialis Praelatura Marabensis).
Em 16 de outubro de 1979, pela bula Cum Praelatura do Papa João Paulo II, foi elevada a diocese.

### Alterações territoriais
A primeira alteração territorial, da ainda prelazia, ocorreu em 16 de agosto de 1934, quando parte do seu território foi desmembrado para dar origem à Prelazia do Xingu. Em 13 de maio de 1969 novamente o território jurisdicionado foi dividido para dar origem à Prelazia de São Félix.
Em 14 de julho de 1976, por decreto da Santa Sé, a Prelazia de Marabá foi dividida, criando uma nova "Prelazia de Santíssima Conceição do Araguaia", permanecendo Marabá como Prelazia. Embora o nome similar, Marabá é a herdeira legal da primeira Prelazia de Santíssima.
Em 6 de novembro de 2019 parte do território diocesano foi cedido para a criação da Prelazia de Alto Xingu-Tucumã; o mesmo ato, elevou a antiga Prelazia do Xingu (que era jurisdicionada por Marabá) à Diocese de Xingu-Altamira.

### Cerceamento governamental
Dado que a diocese tem um importante papel na luta contra desigualdades socioeconômicas, na justiça agrária, nos direitos aos povos tradicionais e na preservação ambiental, o governo do presidente Jair Bolsonaro escalou a Agência Brasileira de Inteligência para espionar as atividades pastorais diocesanas, principalmente durante o Sínodo para Amazônia, em 2019, num claro sinal de oposição e perseguição às atividades religiosas.

## Demografia
Em 2016, a diocese contava com uma população de aproximadamente 787 mil habitantes, com 69,1% de católicos.
O território da diocese é de 81.832 km², organizado em 29 paróquias.

## Bispos
Administração local:
|                 | Nome                              | Período   | Notas                                             |
| Bispos          | Bispos                            | Bispos    | Bispos                                            |
| --------------- | --------------------------------- | --------- | ------------------------------------------------- |
| 8º              | Vital Corbellini                  | 2012-     | Atual                                             |
| 7º              | José Foralosso, S.D.B.            | 2000-2012 | faleceu em 2012                                   |
| 6º              | José Vieira de Lima, TOR          | 1990-1998 | Nomeado Bispo de São Luís de Cáceres              |
| 5º              | Altamiro Rossato, C.Ss.R.         | 1985-1989 | Nomeado Arcebispo coadjutor de Porto Alegre       |
| 4º              | Alano Maria Pena, O.P.            | 1976-1985 | Nomeado Bispo de Itapeva                          |
| 3º              | Luís António Palha Teixeira, O.P. | 1951-1976 | renunciou por limite de idade                     |
| 2º              | Sebastião Tomás, O.P.             | 1924-1945 | faleceu                                           |
| 1º              | Raymond Dominique Carrerot, OP    | 1912-1920 | Nomeado Bispo de Porto Nacional                   |
| Bispo-coadjutor |                                   |           |                                                   |
|                 | Alano Maria Pena, O.P.            | 1976      |                                                   |
|                 | Estêvão Cardoso de Avelar, O.P.   | 1971-1976 | Nomeado Bispo de Santíssima Conceição do Araguaia |
|                 | Tomás Balduíno, O.P.              | 1967      | Nomeado Bispo de Goiás                            |

## Seminários
Administra o Seminário Menor Jesus Misericordioso, com sede na cidade de Marabá, e; o Seminário Maior São João Paulo II, com sede em Ananindeua, o único território exclave da diocese.